# 柳百新
柳百新（1935年6月10日—），中国材料科学家。生于上海，原籍江苏武进。1961年毕业于清华大学工程物理系。清华大学材料科学与工程系教授。2001年当选为中国科学院院士。